# Mike McTigue
Mike McTigue est un boxeur irlandais né le 26 novembre 1892 à Kilnamona et mort le 12 août 1966.

## Carrière
Passé professionnel en 1914, il devient champion du monde des poids mi-lourds le 17 mars 1923 en dominant aux points en 20 rounds Battling Siki.
Battu lors du combat suivant par Tommy Loughran, McTigue prend sa revanche le 2 août 1923 puis fait match nul contre Young Stribling avant de céder définitivement sa ceinture le 30 mai 1925 face à Paul Berlenbach.